# Gentianella duthiei
Gentianella duthiei är en gentianaväxtart som först beskrevs av Isaac Henry Burkill, och fick sitt nu gällande namn av H. Smith apud S.Nilsson. Gentianella duthiei ingår i släktet gentianellor, och familjen gentianaväxter. Inga underarter finns listade i Catalogue of Life.